# RMS Campania

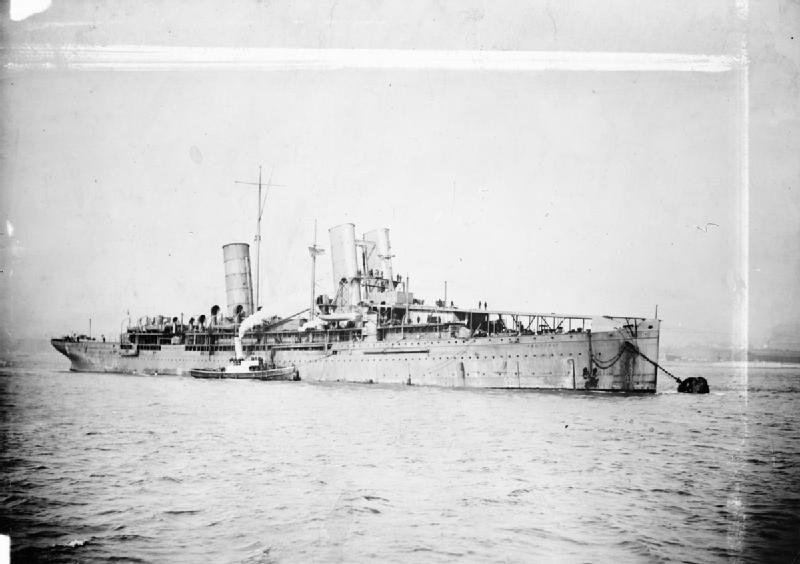
HMS Campania

RMS Campania – brytyjski liniowiec i parowiec należący do towarzystwa Cunard Line, zbudowany przez stocznię Fairfield Shipbuilding and Engineering Company w Szkocji. Do ruchu włączony 8 września 1892 roku. Posiadał takie same wymiary i specyfikacje, jak jego siostrzany statek – RMS "Lucania". W 1893 "Campania" była największym i najszybszym liniowcem pasażerskim. W tym samym roku zdobyła Błękitną Wstęgę Atlantyku, za przebycie Oceanu Spokojnego w ciągu 6 dni. Odebrała tym samym tytuł SS "City of Paris" (siostrzany statek SS "City of New York"). W następnym roku (1894) tytuł ten otrzymała "Lucania" (siostrzany parowiec Campanii) i posiadała go do 1898 roku.

## Historia
RMS "Campania" i "Lucania" były częściowo finansowane przez brytyjską Admirację, jedynym warunkiem, aby otrzymać dotację było oddanie "Campanii" i "Lucanii" podczas wojny do dyspozycji Admiracji. Budowa rozpoczęła się w stoczni Fairfield Shipbuilding and Engineering Company w 1941 roku, zaledwie 43 dni po zamówieniu statku. Oba liniowce służyły 14 lat dla Cunarda. Później "Lucania" została pocięta na złom, a "Campania" służyła do 26 września 1914 roku u armatora Anchor Line i przemierzała trasę Glasgow-Nowy Jork. Oczekującą na zezłomowanie "Campanię" kupiła Admiralicja i przemianowała na HMS "Campania". Po przebudowie  pełniła ona rolę okrętu lotniczego. HMS "Campania" służyła krótko – 5 listopada 1918 roku uderzyła dziobem o pancernik "Royal Oak". Uszkodzona Campania osiadła na dnie, częściowo wystając nad powierzchnię wody. Stanowiło to niebezpieczeństwo dla żeglugi i wrak został zniszczony za pomocą materiałów wybuchowych w 1923 roku. Następczyniami RMS "Campania" i RMS "Lucania" są RMS "Mauretania" i RMS "Lusitania".

## Wnętrze
Wnętrza pierwszej klasy były utrzymane w stylu wiktoriańskim. Każdy pasażer z tej klasy posiadał własną kajutę wyłożona panelami wykonanymi z mahoniu lub dębu i łazienkę. Publiczna palarnia wykonana została w stylu elżbietańskim. Sufit jadalni był w kolorze biało-złotym, a na nim wisiały żyrandole przypominające kształtem świetliki.